# Сулімов Сергій Валерійович
Сергій Валерійович Сулімов (10 лютого 1977 — 15 липня 2020, м. Київ, Україна) — український військовослужбовець, полковник Збройних сил України, учасник російсько-української війни.

## Життєпис
Сергій Сулімов народився 10 лютого 1977 року.
Проходив службу у 51-й окремій механіхованій та 59-й окремій мотопіхотній бригадах.
Брав участь в АТО/ООС від 2014 по 2019 року.
Дружина — Сулімова Лілія
Доньки — Сулімови Ірина та Вікторія
Помер 15 липня 2020 року від раку в місті Києві. Похований 17 липня 2020 року.

## Нагороди
- орден Богдана Хмельницького III ступеня (2016) — за особисту мужність і високий професіоналізм, виявлені у захисті державного суверенітету та територіальної цілісності України, вірність військовій присязі[1].